# Robert Kysela
Robert Kysela (* 5. června 1968) je bývalý hokejový útočník, který výraznou část své kariéry odehrál za Litvínov. V roce 1996 dokázal vyhrát s českým národním týmem mistrovství světa ve Vídni. Od roku 2001 je členem hokejového klubu střelců vyhlašovaným Deníkem Sport. Robert Kysela dodnes drží rekord v počtu odehraných zápasů za HC Litvínov, za nějž odehrál celkem 682 utkání. V roce 2005 ukončil aktivní kariéru. Dnes (2015) je generálním manažerem HC Verva Litvínov, byl také expertem České televize a členem zastupitelstva města Litvínov za SNK Evropské demokraty.

## Ocenění a úspěchy
- 1993 ČSHL – Nejlepší nahrávač
- 2003 1.ČHL – Nejproduktivnější hráč
- 2003 1.ČHL – Nejvíce vítězných gólů
- 2003 Postup s týmem HC Vagnerplast Kladno do ČHL
- člen Klubu hokejových střelců deníku Sport

## Prvenství
- Debut v ČHL – 14. září 1993 (HC Vítkovice proti HC Chemopetrol Litvínov)
- První gól v ČHL – 21. září 1993 (HC České Budějovice proti HC Chemopetrol Litvínov, českému brankáři Romanu Turkovi)
- První asistence v ČHL – 24. září 1993 (HC Chemopetrol Litvínov proti HC Stadion Hradec Králové)
- První hattrick v ČHL – 27. října 1995 (HC Železárny Třinec proti HC Chemopetrol Litvínov)

## Klubová statistika
| Sezóna       | Klub                    | Soutěž       |     | Základní část | Základní část | Základní část | Základní část | Základní část |    | Play off | Play off | Play off | Play off | Play off |
| Sezóna       | Klub                    | Soutěž       | Z   | G             | A             | B             | TM            | Z             | G  | A        | B        | TM       |          |          |
| 1986–87      | TJ CHZ ČSSP Litvínov    | ČSHL         | 10  | 0             | 0             | 0             | 2             | —             | —  | —        | —        | —        |          |          |
| 1987–88      | TJ CHZ ČSSP Litvínov    | ČSHL         | 33  | 4             | 1             | 5             | —             | —             | —  | —        | —        | —        |          |          |
| 1987–88      | VTŽ Chomutov            | 2.ČSHL       | —   | 1             | —             | —             | —             | —             | —  | —        | —        | —        |          |          |
| 1988–89      | TJ CHZ ČSSP Litvínov    | ČSHL         | 19  | 5             | 2             | 7             | 8             | 10            | 4  | 3        | 7        | —        |          |          |
| 1989–90      | TJ CHZ ČSSP Litvínov    | ČSHL         | 52  | 6             | 7             | 13            | —             | —             | —  | —        | —        | —        |          |          |
| 1990–91      | HC CHZ Litvínov         | ČSHL         | 49  | 13            | 15            | 28            | 26            | 4             | 2  | 0        | 2        | 0        |          |          |
| 1991–92      | HC Chemopetrol Litvínov | ČSHL         | 37  | 12            | 19            | 31            | —             | 9             | 6  | 7        | 13       | —        |          |          |
| 1992–93      | HC Chemopetrol Litvínov | ČSHL         | 40  | 17            | 33            | 50            | —             | 11            | 4  | 4        | 8        | —        |          |          |
| 1993–94      | HC Chemopetrol Litvínov | ČHL          | 44  | 23            | 13            | 36            | 47            | 4             | 2  | 3        | 5        | 2        |          |          |
| 1994–95      | HC Litvínov             | ČHL          | 42  | 18            | 15            | 33            | 56            | 4             | 0  | 0        | 0        | 2        |          |          |
| 1995–96      | HC Litvínov             | ČHL          | 40  | 28            | 26            | 54            | 34            | 15            | 6  | 10       | 16       | 8        |          |          |
| 1996–97      | HC Chemopetrol          | ČHL          | 51  | 22            | 29            | 51            | 45            | —             | —  | —        | —        | —        |          |          |
| 1997–98      | HC Chemopetrol          | ČHL          | 49  | 13            | 14            | 27            | 38            | 4             | 1  | 2        | 3        | 4        |          |          |
| 1998–99      | HC Chemopetrol          | ČHL          | 47  | 18            | 14            | 32            | 89            | —             | —  | —        | —        | —        |          |          |
| 1999–00      | HC Chemopetrol          | ČHL          | 52  | 23            | 22            | 45            | 65            | 7             | 2  | 1        | 3        | 6        |          |          |
| 2000–01      | HC Chemopetrol          | ČHL          | 43  | 17            | 17            | 34            | 80            | 6             | 2  | 1        | 3        | 2        |          |          |
| 2001–02      | HC Vagnerplast Kladno   | ČHL          | 52  | 10            | 8             | 18            | 44            | —             | —  | —        | —        | —        |          |          |
| 2002–03      | HC České Budějovice     | ČHL          | 1   | 0             | 1             | 1             | 2             | —             | —  | —        | —        | —        |          |          |
| 2002–03      | HC Vagnerplast Kladno   | 1.ČHL        | 38  | 25            | 25            | 50            | 34            | 10            | 5  | 4        | 9        | 4        |          |          |
| 2003–04      | HC Rabat Kladno         | ČHL          | 41  | 8             | 10            | 18            | 52            | —             | —  | —        | —        | —        |          |          |
| 2004–05      | HC Rabat Kladno         | ČHL          | 47  | 12            | 5             | 17            | 32            | 7             | 0  | 0        | 0        | 2        |          |          |
| 2005–06      | HC Slovan Ústečtí Lvi   | 1.ČHL        | 25  | 5             | 2             | 7             | 14            | —             | —  | —        | —        | —        |          |          |
| Celkem v ČHL | Celkem v ČHL            | Celkem v ČHL | 317 | 134           | 112           | 246           | 352           | 47            | 13 | 17       | 30       | 26       |          |          |

## Reprezentace
| Rok                       | Tým                       | Soutěž                    | Z | G | A | B | TM |
| ------------------------- | ------------------------- | ------------------------- | - | - | - | - | -- |
| 1988                      | Československo 20         | MSJ                       | 7 | 3 | 4 | 7 | 2  |
| 1996                      | Česko                     | MS                        | 5 | 2 | 1 | 3 | 2  |
| Seniorská kariéra celkově | Seniorská kariéra celkově | Seniorská kariéra celkově | 5 | 2 | 1 | 3 | 2  |

## Politická kariéra
Ve volbách do Poslanecké sněmovny PČR v roce 2013 kandidoval v Ústeckém kraji jako krajský lídr strany Hlavu vzhůru – volební blok, ale neuspěl.